# Ian Scott (actor)

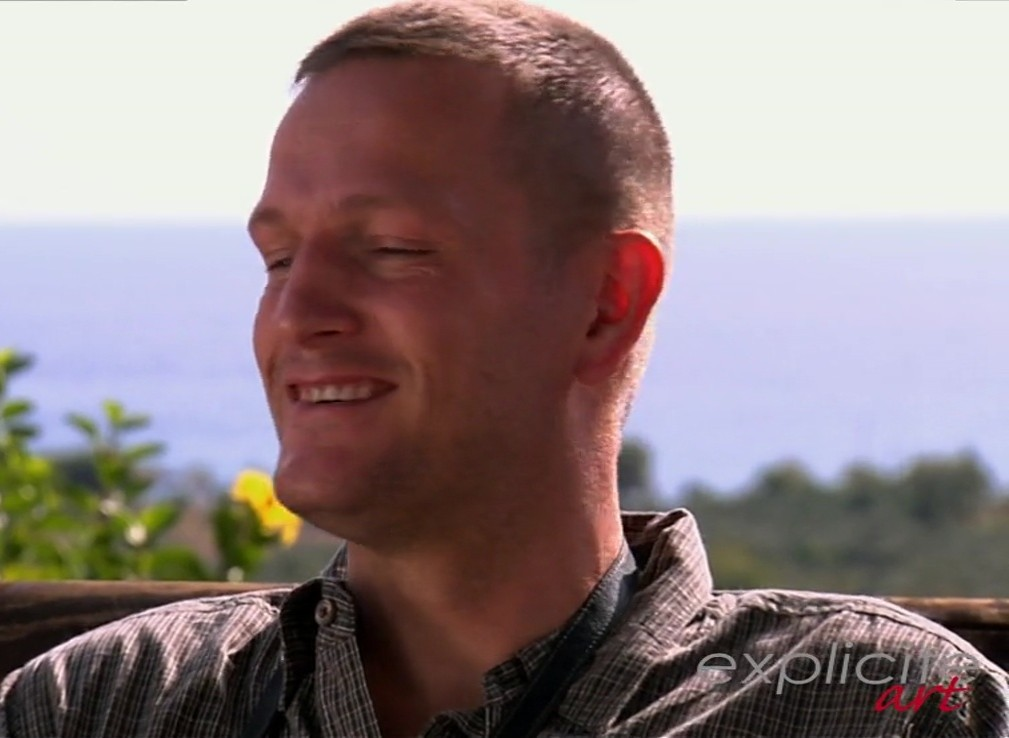

Ian Scott (6 de febrer de 1973) és un actor pornogràfic i director francès que va començar la seva carrera l'any 1996 i encara segueix en actiu. És també conegut pels àlies d'Yannick i Yanick Shaft. Ha actuat en més de 1000 pel·lícules i n'ha dirigit tres. Scott és aficionat a la bicicleta tot terreny i participa en triatlons.

## Trajectòria
Ian Scott va començar la seva carrera en el cinema pornogràfic el 1996, quan tenia 23 anys, en una pel·lícula de Patrice Cabanel.
El 2000, va fer d'un dels violadors en la polèmica pel·lícula Baise-moi de Virginie Despentes. També, aquell any, va ser dirigit per Fred Coppula a Niqueurs-nés i a Max, portrait d'un serial-niqueur. Els anys següents, va escriure i va dirigir Max 2 (2006) i Max 3 (2007). A La Collectionneuse, Clara Morgane i Greg Centauro apareixen al costat de Scott. El 2010, aparegué amb Julia Alexandratou en una pel·lícula produïda per Sirina Entertaintment. El 2001, Scott va començar també a treballar en produccions estatunidenques.

## Premis i nominacions
- 2001: Hot d'or - Premi al millor actor europeu[3]
- 2009 AVN Nominat – Millor escena de sexe de producció estrangera (Cherry Jul's Extreme Gangbang Party)[4]
- 2009 AVN Nominat – Millor escena de sexe de doble penetració (The Jenny Hendrix Anal Experience)